# Västra Gerums socken
Västra Gerums socken i Västergötland ingick i Skånings härad och är sedan 1971 en del av Skara kommun, från 2016 inom Marum-Gerums distrikt.
Socknens areal är 15,20 kvadratkilometer varav 14,90 land. År 1954 fanns här 354 invånare. En del av tätorten Ardala samt sockenkyrkan Västra Gerums kyrka ligger i socknen.

## Administrativ historik
Socknen har medeltida ursprung. Före den 1 januari 1886 (ändring enligt beslut den 17 april 1885) var namnet Gerums socken.
Vid kommunreformen 1862 övergick socknens ansvar för de kyrkliga frågorna till Gerums församling och för de borgerliga frågorna bildades Gerums landskommun. Landskommunen uppgick 1952 i Ardala landskommun som 1971 uppgick i Skara kommun. Församlingen uppgick 1992 i Marum-Gerums församling som 2006 uppgick i Ardala församling.
1 januari 2016 inrättades distriktet Marum-Gerum, med samma omfattning som Marum-Gerums församling hade 1999/2000 och fick 1992, och vari detta sockenområde ingår.
Socknen har tillhört län, fögderier, tingslag och domsagor enligt vad som beskrivs i artikeln Skånings härad. De indelta soldaterna tillhörde Skaraborgs regemente, Skånings kompani och Västgöta regemente, Livkompaniet.

## Geografi
Västra Gerums socken ligger väster om Skara kring Flian. Socknen är en odlad slättbygd med inslag av skog.

## Fornlämningar
En hällkista från stenåldern har påträffats. Två runristningar finns vid kyrkan.

## Namnet
Namnet skrevs 1377 Gireema och kommer från kyrkbyn. Efterleden är hem, 'boplats; gård'. Förleden innehåller gere, 'kil, kilfromat stycke' eller ger/geirr, 'spjut' då syftande på en kil/spjutliknande terrängformation.